# Asilus marginellus
Asilus marginellus là một loài ruồi trong họ Asilidae. Asilus marginellus được Schrank miêu tả năm 1803. Loài này phân bố ở vùng Cổ Bắc giới.